# Năsturelu
Năsturelu es una comuna ubicada en el distrito de Teleorman, Rumania.

## Superficie
Posee una superficie de 72,44 kilómetros cuadrados.

## Demografía
Hasta 2021 la población era de 2248 habitantes, con una densidad de población de 31,03 habitantes por kilómetro cuadrado.